# Trichostomum prionodon
Trichostomum prionodon är en bladmossart som beskrevs av C. Müller 1898. Trichostomum prionodon ingår i släktet lansettmossor, och familjen Pottiaceae. Inga underarter finns listade i Catalogue of Life.